# Блум, Эдвард
Э́двард Блу́м (англ. Edward Blum; родился в 1867, Париж, Франция — умер в 1944, Нью-Йорк, США) — американский архитектор. Вместе со своим братом Джорджем проектировали жилые и офисные здания, большинство из которых находится в Нью-Йорке.
Блюм получил степень в области архитектуры в Колумбийском университете в 1899 году. Эдвард и Джордж учились в Школе изящных искусств в Париже. Они известны своими многоквартирными домами в стиле модерн и ар-деко, примерами которых являются Фаэтон, Камнепад, Адмастон, Даллье, Дом Грамерси, Адлон и Грамон.
Кристофер Грей из New York Times писал, что "здания делают все по-другому... Они обрабатывают поверхность здания почти как текстиль, богатую непрерывную поверхность. Они избегают любых деталей, найденных в традиционной классической лексике. Они используют мозаичную плитку, художественную плитку, очень вытянутый римский кирпич и извилистые панели из терракоты. Их медная отделка для отделки магазинов или входных навесов богато обработана, как обложка средневекового манускрипта. Их изделия из железа нельзя найти ни в одном каталоге"
Эдвард Блюм умер в Саннисайде, Куинс, Нью-Йорк, в возрасте 77 лет.

## Биография
Эдвард Блум родился в Париже в еврейской семье. Его отец, Джозеф Блум, жил в США с 1851 года и вернулся в Париж для женитьбы на Маргарите Клоц. Когда Эдварду был год, семья поселилась в Нью-Йорке, где в 1870 году родился их младший сын Джордж.
Эдвард Блум получил степень в области архитектуры в Колумбийском университете в 1899 году. Эдвард и Джордж получили образование в Школе Изящных Искусств в Париже, Франция. Известны своими украшениями из терракоты на жилых зданиях стиля Ар Нуво, в Манхеттене, в Нью-Йорке и тщательно продуманными жилыми домами в стиле модерн и ар-деко, примеры которых включают Фаэтон, Рокфолл, Адмастон, Даллиё, Дом Грамерси и Грамон, построенными примерно в 1910 году.
Кристофер Грей из New York Times писал, что «в зданиях все устроено иначе. . . Они обрабатывают поверхность здания почти как ткань, богатую сплошную поверхность. Они избегают любых деталей, которые можно найти в традиционной классической лексике. Они используют мозаику, художественную плитку, очень вытянутый римский кирпич и извилистые панели из терракоты. Их изделия из меди для отделки магазинов или навесов у входа богато обработаны, как обложка средневекового манускрипта. Их изделия из железа нельзя найти ни в одном каталоге».
В 1929—1930 годах, ближе к концу своей практики, братья построили два ярких здания в стиле ар-деко, один по адресу 210 East 68th Street, а другой — по адресу 235 East 22nd Street в Нью-Йорке.
Эдвард Блюм умер в Саннисайде, Куинс, Нью-Йорк, в возрасте 77 лет.
Блюм является одним из малоизвестных,но очень талантливых архитекторов. Его работы выставляются по всему миру.

## Представительские здания Эдварда Блюма
- 18-20 Восточная 41-я улица (офисы, 1912 г.)
- Dallieu (квартиры, 1912 г.)
- Капитолий (12 E 87th Street) (квартиры, 1912 г.)
- 780 Вест-Энд-авеню (квартиры, 1914 г.)
- 68-я улица, 210 E (квартиры, 1929 г.)
- Бомонт (квартиры, 1912 г.)
- Воксхолл (квартиры, 1914 г.)
- Девять лофтов для империи Гармент Дистрикт Саймона Лефкорта (1910-1927)[8]